# Nanpara
Nanpara es una ciudad y municipio situada en el distrito de Bahraich en el estado de Uttar Pradesh (India). Su población es de 64782 habitantes (2011). 

## Demografía
Según el  censo de 2011 la población de Nanpara era de 64782 habitantes, de los cuales el 52% eran hombres y el 48% eran mujeres Nanpara tiene una tasa media de alfabetización del 53%, inferior a la media nacional del 59,5%: